# Sardur IV
Sardur IV fue uno de los últimos reyes de Urartu, reinando desde 615 hasta 595 a. C. 
Sardur IV fue hijo y sucesor de Rusa III.  Se sabe poco acerca de su reinado, excepto que el reino fue invadido por las fuerzas de Asiria, por el sur, este y oeste, por los medos desde el este y por los  escitas desde el norte. 
Murió sin herederos, siendo sucedido por su hermano, Rusa IV.